# Lettre de Mathilde Lefebvre
La lettre de Mathilde Lefebvre est un document prétendument écrit par Mathilde Lefebvre, une jeune fille originaire de Liévin ayant émigré aux États-Unis sur le Titanic avant de périr dans le naufrage.
L'affaire prit un tournant médiatique, lorsqu'au printemps 2021, le journal La Voix du Nord publia un article intitulé « Qui était Franck Lefebvre, l’Haillicourtois qui a perdu une partie de sa famille dans le naufrage du Titanic ? » mentionnant cette bouteille.
Après que plusieurs spécialistes aient émis des doutes sur l'authenticité de la lettre, il fut révélé qu'il s'agissait d'un canular.

## Contexte

### La famille Lefebvre
Matilde Lefebvre est née le 4 mai 1899 à Liévin. Elle est la fille de Franck Lefebvre et de Marie Daumont.
Franck Lefebvre, un charbonnier originaire de Liévin dans le Pas-de-Calais, décide de partir s'installer aux États-Unis avec sa famille. Il quitte la France en 1910 et s’installe à Mystic, dans l'Iowa. Une fois suffisamment d'argent récolté, il paie à sa femme et à ses enfants, restés en France, un voyage à bord du Titanic pour qu'ils puissent le rejoindre.
Mathilde voyage avec sa mère Marie, son frère Henri et ses sœurs Ida et Jeanne avec lesquels elle partage une des cabines de troisième classe du pont F— ticket no 4133 —. Ils embarquent sur le Titanic à Southamton. Aucun des membres de la famille Lefebvre présent à bord du Titanic ne survivra au naufrage,,,.

### Précédents canulars

#### Naronic
Le Titanic n'est pas le seul navire dont des bouteilles jetées à la mer ont été retrouvés. En février 1893, le Naronic, un cargo bétailler appartenant à la White Star Line, disparaît au cours d'une traversée de l'océan Atlantique alors qu'il cherchait à rallier New York depuis Liverpool. À l’époque, les navires n'étaient pas encore équipés de la radio et le seul moyen de prévenir d’un drame était d’être vu par un autre navire. Pendant plusieurs mois, plusieurs navires seront détournés par la compagnie pour tenter de retrouver le Naronic, mais sans succès. Seul des canots vides du Naronic seront retrouvés. Il n'existe à l'heure actuelle aucune explication de ce qu'il s'est passé.
Durant le mois de mars de la même année, pas moins de 6 bouteilles contenant des messages attribués au Naronic furent retrouvées. Deux d'entre elles furent retrouvées aux États-Unis et mentionnèrent un naufrage le 19 février. L’une d'elles évoquait même une collision avec un iceberg lors d'une tempête de neige. Bien que les lettres furent signées, aucun des noms ne faisait partie de la liste officielle des marins présents à bord.
Tout laisse donc à penser que ces lettres avaient été écrites par des gens ignorant ces informations, c'est-à-dire à partir des récits de presse qui s’emballaient autour du « feuilleton Naronic ». De plus, les messages retrouvés au Royaume-Uni mentionnaient soit des icebergs, soit une explosion, et les noms figurant sur les messages ne faisait pas non plus partie de la liste des marins présents à bord. Un des messages mentionnait en plus une adresse qui s'est révélée être fausse.

#### Seconde Guerre mondiale
À l’été 2003, le Musée naval de Québec avait présenté une exposition sur la bataille du Saint-Laurent au Musée de la Gaspésie à Gaspé. « Il y avait notamment beaucoup de détails sur les torpillages », décrit le muséologue André Kirouac, qui a œuvré au Musée naval de Québec de 1997 à 2021.
Un an ou deux plus tard, il a reçu un appel de la mairie de Lamèque, l’informant qu’une bouteille avait été trouvée sur la plage, dont le goulot avait été cassé afin de récupérer le message présent à l'intérieur. La lettre disait provenir du passager d’un navire en train de couler, torpillé par les Allemands en 1942. « On trouvait que c’était un merveilleux hasard que ça arrive un an ou deux après la présentation de notre exposition », dit André Kirouac. Malheureusement, il fut avéré que ce message était un faux.

## Début de l'affaire

### Découverte de la lettre
En 2017, un habitant du Nouveau-Brunswick contacte Antoine Resche, président de l'Association française du Titanic pour lui annoncer avoir retrouvé dans la baie de Fundy, une bouteille contenant une lettre,,. Il s’agissait d’un message daté au 13 avril 1912 et signé de Mathilde Lefebvre, qui voyageait avec sa mère et ses frères et sœurs en troisième classe sur le Titanic : tous ont péri dans le drame. Voici le texte du message : « Je jette cette bouteille à la mer au milieu de l’Atlantique. nous devons arriver à New York dans quelques jours. Si quelqu’un la trouve, prévenez la famille Lefebvre à Liévin. »,,.
Afin de vérifier l'authenticité de la lettre, Antoine Resche demande à la personne qui a découvert la lettre de faire dater la bouteille, l'encre et le papier.

### Publication dansLa Voix du Nord
L'affaire reste au point mort jusqu'en 2021, lorsqu'une journaliste de La Voix du Nord publie un article intitulé « Qui était Franck Lefebvre, l’Haillicourtois qui a perdu une partie de sa famille dans le naufrage du Titanic ? ». À partir de là, l'information sera reprise dans différents médias, notamment France Bleu, L'Indépendant, France Télévisions, ou RTL.

## Les premiers doutes
Rapidement, plusieurs experts remettent en cause l'authenticité de la lettres. En effet, plusieurs points intriguent les chercheurs, aussi bien au niveau du conditionnement du message que le message lui-même.

### L'écriture
D'après Franck Gavard-Perret, professeur d’histoire géographie et Nicolas Beaudry, du Laboratoire d’archéologie et de patrimoine de l’Uqar, l’écriture attribuée à Mathilde Lefebvre ne ressemblait pas à celles que l’on connaît chez les personnes issues des classes ouvrières de l’époque, en particulier lorsqu’on la compare avec la correspondance des Poilus de la Grande Guerre,,. La psychomotricienne Coraline Hausenblas a réalisé une étude de l'écriture et a conclu à « un vol d’identité en vue de réaliser un canular autour d’un sujet historique attirant l’attention et la sympathie du public ». En effet, plusieurs formes d'écritures ont été utilisées : l'écriture cursive, mais aussi scripte, courante dans le monde anglo-saxon, mais pas en France,.

### Le texte
Le texte contient peu d'informations personnelles, ce qui ne permet pas vraiment de déterminer son authenticité. Dans la lettre, Mathilde demande que quiconque la trouvera prévienne la famille Lefebvre à Liévin. Or Mathilde, sa mère et ses frères et sœurs étaient les derniers membres de la famille à quitter Liévin pour rejoindre le père de famille déjà installé aux États-Unis. Pourquoi aurait-elle souhaité que l’on prévienne les gens de Liévin, alors qu’ils n'avaient plus de famille proche sur place ? N’aurait-il pas été plus logique qu’elle veuille elle-même être prévenue que son message avait été trouvé, et dirige donc vers sa destination, Mystic, dans l’Iowa ?
Selon Antoine Resche, la chose peut être expliquée de la manière suivante : « Si l’on part du principe que le document est un faux, la chose s’explique très facilement : il est beaucoup plus courant de trouver sur internet la ville de provenance des Lefebvre que leur destination, et un faussaire ne disposait pas forcément de cette information. ».

### La bouteille
La bouteille utilisée pour transmettre le message est une bouteille en verre de petite taille, destinée aux liqueurs ou aux parfums. On sait que les passagers de troisième classe voyageaient souvent avec peu de bagages : une telle bouteille vide aurait donc eu peu de place dans les bagages des Lefebvre, qui devaient se limiter à l’essentiel. Selon Antoine Resche : « De telles bouteilles n’auraient par ailleurs certainement pas été mises à disposition dans la salle à manger de troisième classe, qui ne proposait pas des liqueurs en libre-service. Une mère isolée, voyageant avec enfants, et ne parlant pas l’anglais, aurait également eu bien du mal à s’en procurer auprès de l’équipage. ». Bien que des chercheurs aient déclaré que la bouteille soit « compatible avec le début du XXe siècle. On peut trouver des bouteilles d’époque chez un apothicaire, cela n’assure pas pour autant qu’elle a été jetée en 1912. ».

### La cire
La bouteille est censée être restée dans l'eau pendant plus d'un siècle. Pour que le message ne soit pas altéré par l'humidité, il aurait fallu appliquer une quantité très généreuse de cire au niveau du goulot. On peut se demander comment Mathilde aurait pu se procurer autant de cire à bord.

### Le lieu d'échouage de la bouteille
La bouteille a été trouvée échouée dans la baie de Fundy, au Nouveau-Brunswick,. D'après des spécialistes des courants marins, si une telle dérive depuis le lieu du naufrage n’était pas impossible, elle reste très improbable,,. Une improbabilité qu’il faut donc coupler à toutes les autres improbabilités précédemment citées.

## Réactions
Pour pouvoir prouver avec certitude que la lettre retrouvée est bien été écrite par Mathilde Lefebvre, il faudrait disposer d’éléments authentiques d’écriture de Mathilde Lefebvre afin de comparer,. Or, il n'y a pas de d'échantillons connus de son écriture.
Finalement, il a été admis par plusieurs titres de presse, tels que Le Point, que la lettre de Mathilde Lefebvre était un canular,.
Le seul intérêt de cette affaire est d'avoir permis de donner de la visibilité à une famille jusque-là peu connue,.